# Каройи, Бела
Бе́ла Ка́ройи (венг. Károlyi Béla; [ˈkaːroji ˈbeːlɒ]; 13 сентября 1942, Клуж-Напока, Румыния — 15 ноября 2024, Индианаполис, Индиана, США) — румынский и американский тренер по гимнастике.

## Биография
Родился в Клуж-Напока, Трансильвания. С детства занимался спортом: в 18 лет стал чемпионом Румынии по боксу в тяжёлой категории и в метании молота.
В 1963 году женился на гимнастке Марте Эросс, с которой уехал на север Румынии, где они открыли гимнастическую школу.
В 1968 году привёл в зал девочку, которая впоследствии стала самой знаменитой его ученицей — Надю Команечи.
Был тренером сборной команды Румынии по спортивной гимнастике, работал на Олимпиадах в Монреале и Москве. При этом со спортивным руководством Румынии у него возникали постоянные конфликты.
В начале 1981 года, во время выступлений румынской сборной в США, вместе с женой Мартой принял решение не возвращаться в Румынию. Они покинули гостиницу и с помощью экс-венгерского тренера Лэша Шашвари, уже жившего в США, отправились на самолёте в Лос-Анджелес. Первое время Каройи был никому не нужен и он вынужден был жить в дешёвом мотеле, подрабатывая мытьем полов.
Тем не менее Каройи повезло: он встретил Пола Зирта, американского тренера по спортивной гимнастике, который помнил его по соревнованиям. Зирт пригласил Каройи в Оклахому, в свой летний гимнастический лагерь. Потом Зирт помог устроиться Каройи на почасовую оплату в университет Хьюстона и поспособствовал, чтобы в США переехала дочь Каройи.
Среди первых учениц Каройи в США — Мэри Лу Реттон, которая в 1984 году стала абсолютной олимпийской чемпионкой. Однако успех ученицы не поднял авторитет Каройи в США. Спустя 4 года он даже не получил аккредитацию на Олимпиаду в Сеуле, проходя к помосту по карточке обслуживающего персонала.
Среди гимнасток, которых Бела и Марта Каройи тренировали за годы своей тренерской карьеры, Екатерина Сабо, Мэри Лу Реттон, Бетти Окино, Теодора Унгуряну, Ким Змескал, Кристи Филлипс, Доминик Мосеану, Диана Дарем, Керри Страг. Всего супруги тренировали 9 олимпийских чемпионок, 15 чемпионок мира, 16 медалисток чемпионатов Европы и шесть чемпионок США.
Снялся в эпизоде сериала «Добьётся или сломается» в роли тренера.
Умер 15 ноября 2024 года в возрасте 82 лет.

## Награды
- Офицер ордена «За заслуги» (2000, Румыния)[8].